# 常德经济技术开发区
常德经济技术开发区前身系1992年5月成立的德山经济科技开发区；2010年6月，被批准为国家级经济技术开发区，定名“常德经济技术开发区”。园区规划面积54平方公里，人口近10万。 2010年，园区工业总产值150亿元，规模企业120家；其中有常德纺机、常德棉纺、常德锦纶、德山酒业等一大批国有知名企业入驻园区，已初步形成装备制造业、林业产业、电子和新材料产业、食品产业、纺织产业和医药产业等多个工业领域。